# Parafia Niepokalanego Poczęcia Najświętszej Maryi Panny w Maniowie Wielkim
Parafia Niepokalanego Poczęcia Najświętszej Maryi Panny w Maniowie Wielkim – znajduje się w dekanacie  Sobótka w archidiecezji wrocławskiej. Erygowana w XIV wieku.
Obsługiwana przez księży archidiecezjalnych. Jej proboszczem jest ks. dr Robert Zapotoczny RM.

## Parafialne księgi metrykalne
| Księgi metrykalne | Okres ewidencji |
| ----------------- | --------------- |
| chrztów           | 1720 -          |
| ślubów            | 1827 -          |
| zgonów            | 1824 -          |